# St. Catharines/Niagara District Airport
St. Catharines/Niagara District Airport är en flygplats i Kanada.   Den ligger i provinsen Ontario, i den sydöstra delen av landet, 400 km sydväst om huvudstaden Ottawa. St. Catharines/Niagara District Airport ligger 97 meter över havet.
Terrängen runt St. Catharines/Niagara District Airport är platt. Runt St. Catharines/Niagara District Airport är det ganska tätbefolkat, med 239 invånare per kvadratkilometer.. Närmaste större samhälle är St. Catharines, 6,2 km väster om St. Catharines/Niagara District Airport. 
Omgivningarna runt St. Catharines/Niagara District Airport är en mosaik av jordbruksmark och naturlig växtlighet.